# Fred Stolle
Frederick „Fred“ Sydney Stolle AO (* 8. Oktober 1938 in Hornsby, Sydney; † 5. März 2025 in Palm Desert, Kalifornien) war ein australischer Tennisspieler.

## Karriere
Er gewann in seiner Karriere die Herreneinzel bei den French Open 1965 und US Open 1966. Die Titel bei den australischen Meisterschaften und in Wimbledon konnte er nie erringen, obwohl er zweimal bei den Australian Open und dreimal bei den englischen Meisterschaften im Finale stand.
Im Doppel war er noch erfolgreicher als im Einzel. So gewann er dreimal die Australian Open, zweimal Wimbledon, zweimal die French Open und dreimal die US Open. In der Hauptsache war dabei sei Partner Bob Hewitt, aber er gewann auch Titel an der Seite von Roy Emerson und Ken Rosewall. Im Mixed war er insgesamt siebenmal bei Grand-Slam-Turnieren siegreich.
Mit der australischen Mannschaft gewann er von 1964 bis 1966 den Davis Cup.
1985 wurde er in die International Tennis Hall of Fame  aufgenommen.
Für Verdienste um den Tennissport als Spieler, Trainer und Medienkommentator sowie für die internationale Förderung des australischen Sports und der australischen Kultur wurde er 2005 zum Officer des Order of Australia ernannt.

## Privates
Zusammen mit seiner Ehefrau Pat hatte er drei Kinder, darunter den ebenfalls erfolgreichen Tennisspieler Sandon Stolle.

## Erfolge
Nachfolgend werden die Erfolge bei Grand-Slam-Turnieren und seit Beginn der Open Era aufgeführt.
| Legende                |
| Saisonendveranstaltung |
| Grand Slam (4)         |
| Open-Era-Turniere (13) |

| Titel nach Belag |
| Hartplatz (3)    |
| Rasen (5)        |
| Sand (5)         |
| Teppich (4)      |

### Einzel

#### Turniersiege
| Nr | Datum             | Turnier                                           | Platzbelag | Finalgegner     | Ergebnis             |
| -- | ----------------- | ------------------------------------------------- | ---------- | --------------- | -------------------- |
| 1. | 17. Mai 1965      | Internationale französische Tennismeisterschaften | Sand       | Tony Roche      | 3:6, 6:0, 6:2, 6:3   |
| 2. | 1. September 1966 | U.S. National Championships                       | Rasen      | John Newcombe   | 4:6, 12:10, 6:3, 6:4 |
| 3. | 10. Juni 1968     | Beckenham                                         | Rasen      | Roy Emerson     | 6:3, 6:1             |
| 4. | 31. Oktober 1968  | Lima                                              | Sand       | Andrés Gimeno   | 2:6, 6:2, 6:3        |
| 5. | 30. Dezember 1968 | Hobart                                            | Rasen      | Tony Roche      | 6:3, 0:6, 6:4, 6:1   |
| 6. | 16. Juni 1969     | Queen’s Club                                      | Rasen      | John Newcombe   | 6:3, 22:20           |
| 7. | 12. November 1973 | Christchurch                                      | Hartplatz  | Brian Gottfried | 7:6, 6:4, 6:1        |

#### Finalteilnahmen
| Nr  | Datum             | Turnier                     | Platzbelag | Finalgegner    | Ergebnis                |
| --- | ----------------- | --------------------------- | ---------- | -------------- | ----------------------- |
| 1.  | 24. Juni 1963     | Wimbledon                   | Rasen      | Chuck McKinley | 7:9, 1:6, 4:6           |
| 2.  | 4. Januar 1964    | Australian Championships    | Rasen      | Roy Emerson    | 3:6, 4:6, 2:6           |
| 3.  | 22. Juni 1964     | Wimbledon                   | Rasen      | Roy Emerson    | 1:6, 10:12, 6:4, 3:6    |
| 4.  | 2. September 1964 | U.S. National Championships | Rasen      | Roy Emerson    | 4:6, 2:6, 4:6           |
| 5.  | 22. Januar 1965   | Australian Championships    | Rasen      | Roy Emerson    | 9:7, 6:2, 4:6, 5:7, 1:6 |
| 6.  | 22. Juni 1965     | Wimbledon                   | Rasen      | Roy Emerson    | 2:6, 4:6, 4:6           |
| 7.  | 27. März 1968     | Bogotá                      | Sand       | Andrés Gimeno  | 13:11, 3:6, 4:6         |
| 8.  | 9. August 1968    | Binghamton                  | Hartplatz  | Andrés Gimeno  | 4:6, 1:6                |
| 9.  | 4. August 1969    | St. Louis                   | Hartplatz  | Rod Laver      | 5:7, 6:3, 5:7           |
| 10. | 5. April 1971     | Johannesburg                | Hartplatz  | Ken Rosewall   | 4:6, 0:6, 4:6           |
| 11. | 4. Oktober 1972   | Tokio                       | Hartplatz  | Ken Rosewall   | 5:7, 3:6, 3:6           |
| 12. | 2. April 1973     | Houston                     | Sand       | Ken Rosewall   | 4:6, 1:6, 5:7           |

### Doppel

#### Turniersiege
| Nr  | Datum              | Turnier                                          | Platzbelag | Partner        | Finalgegner                      | Ergebnis                    |
| --- | ------------------ | ------------------------------------------------ | ---------- | -------------- | -------------------------------- | --------------------------- |
| 1.  | 7. Juli 1962       | Wimbledon Championships (1)                      | Rasen      | Bob Hewitt     | Boro Jovanović Nikola Pilić      | 6:2, 5:7, 6:2, 6:4          |
| 2.  | 19. Januar 1963    | Australian Championships (1)                     | Rasen      | Bob Hewitt     | Ken Fletcher John Newcombe       | 6:2, 3:6, 6:3, 3:6, 6:3     |
| 3.  | 13. Januar 1964    | Australian Championships (2)                     | Rasen      | Bob Hewitt     | Roy Emerson Ken Fletcher         | 6:4, 7:5, 3:6, 4:6, 14:12   |
| 4.  | 4. Juli 1964       | Wimbledon Championships (2)                      | Rasen      | Bob Hewitt     | Roy Emerson Ken Fletcher         | 7:5, 11:9, 6:4              |
| 5.  | 17. Mai 1965       | Internationale französischen Meisterschaften (1) | Sand       | Roy Emerson    | Ken Fletcher Bob Hewitt          | 6:8, 6:3, 8:6, 6:2          |
| 6.  | 1. September 1965  | U.S. National Championships (1)                  | Rasen      | Roy Emerson    | Frank Froehling Charlie Pasarell | 6:4, 10:12, 7:5, 7:3        |
| 7.  | 21. Januar 1966    | Australian Championships (3)                     | Rasen      | Roy Emerson    | John Newcombe Tony Roche         | 7:9, 6:3, 6:8, 14:12, 12:10 |
| 8.  | 1. September 1966  | U.S. National Championships (2)                  | Rasen      | Roy Emerson    | Clark Graebner Dennis Ralston    | 6:4, 6:4, 6:4               |
| 9.  | 28. Mai 1968       | French Open (2)                                  | Sand       | Ken Rosewall   | Roy Emerson Rod Laver            | 6:3, 6:4, 6:3               |
| 10. | 14. September 1968 | Los Angeles                                      | Hartplatz  | Ken Rosewall   | Cliff Drysdale Roger Taylor      | 7:5, 6:1                    |
| 11. | 28. August 1969    | US Open (3)                                      | Rasen      | Ken Rosewall   | Charlie Pasarell Dennis Ralston  | 2:6, 7:5, 13:11, 6:3        |
| 12. | 8. November 1971   | Bologna                                          | Teppich    | Ken Rosewall   | Bob Maud Frew McMillan           | 6:7, 6:2, 6:3, 6:3          |
| 13. | 9. Juli 1972       | Bretton Woods (1)                                | Sand       | John Alexander | Nikola Pilić Cliff Richey        | 7:6, 7:6                    |
| 14. | 12. Oktober 1972   | Vancouver                                        | Teppich    | John Newcombe  | Cliff Drysdale Allan Stone       | 7:6, 6:0                    |
| 15. | 25. November 1972  | Johannesburg                                     | Hartplatz  | John Newcombe  | Terry Addison Bob Carmichael     | 6:3, 6:4                    |
| 16. | 26. Februar 1973   | Chicago                                          | Teppich    | Ken Rosewall   | Ismail El Shafei Brian Fairlie   | 6:7, 6:4, 6:2               |
| 17. | 9. April 1973      | Cleveland                                        | Teppich    | Ken Rosewall   | Ismail El Shafei Brian Fairlie   | 6:2, 6:3                    |
| 18. | 23. Juli 1973      | Bretton Woods (2)                                | Sand       | Rod Laver      | Bob Carmichael Frew McMillan     | 7:6, 4:6, 7:5               |

#### Finalteilnahmen
| Nr  | Datum              | Turnier                      | Platzbelag  | Partner        | Finalgegner                   | Ergebnis                  |
| --- | ------------------ | ---------------------------- | ----------- | -------------- | ----------------------------- | ------------------------- |
| 1.  | 8. Juli 1961       | Wimbledon (1)                | Rasen       | Bob Hewitt     | Roy Emerson Neale Fraser      | 4:6, 8:6, 4:6, 8:6, 6:8   |
| 2.  | 15. Januar 1962    | Australian Championships (1) | Rasen       | Bob Hewitt     | Roy Emerson Neale Fraser      | 6:4, 6:4, 1:6, 4:6, 9:11  |
| 3.  | 22. Januar 1965    | Australian Championships (2) | Rasen       | Roy Emerson    | John Newcombe Tony Roche      | 6:3, 6:4, 11:13, 3:6, 4:6 |
| 4.  | 24. Juni 1968      | Wimbledon (2)                | Rasen       | Ken Rosewall   | John Newcombe Tony Roche      | 6:3, 6:8, 7:5, 12:14, 3:6 |
| 5.  | 30. Dezember 1968  | Hobart                       | Rasen       | Tony Roche     | Mal Anderson Roger Taylor     | 5:7, 3:6, 6:1, 4:6        |
| 6.  | 20. Januar 1969    | Australian Open (3)          | Rasen       | Ken Rosewall   | Roy Emerson Rod Laver         | 4:6, 4:6                  |
| 7.  | 22. Juni 1970      | Wimbledon (3)                | Rasen       | Ken Rosewall   | John Newcombe Tony Roche      | 8:10, 3:6, 1:6            |
| 8.  | 10. August 1970    | Toronto                      | Rasen       | Cliff Drysdale | Bill Bowrey Marty Riessen     | 3:6, 2:6                  |
| 9.  | 27. September 1971 | Berkeley                     | Hartplatz   | Ken Rosewall   | Roy Emerson Rod Laver         | 3:6, 3:6                  |
| 10. | 3. April 1972      | Houston                      | Sand        | Ken Rosewall   | Roy Emerson Rod Laver         | 3:6, 3:6                  |
| 11. | 12. August 1972    | Fort Worth                   | Hartplatz   | Ken Rosewall   | Tom Okker Marty Riessen       | 2:6, 2:6                  |
| 12. | 29. Januar 1973    | Mailand                      | Teppich     | Ken Rosewall   | Tom Okker Marty Riessen       | 3:6, 3:6                  |
| 13. | 14. Mai 1973       | Las Vegas                    | Hartplatz   | Ken Rosewall   | Brian Gottfried Dick Stockton | 7:6, 4:6, 4:6             |
| 14. | 7. November 1982   | Baltimore                    | Teppich (i) | Vijay Amritraj | Anand Amritraj Tony Giammalva | 5:7, 2:6                  |

### Mixed

#### Turniersiege
| Nr | Datum             | Turnier                         | Platzbelag | Partnerin      | Finalgegner                   | Ergebnis       |
| -- | ----------------- | ------------------------------- | ---------- | -------------- | ----------------------------- | -------------- |
| 1. | 20. Juni 1961     | Wimbledon (1)                   | Rasen      | Lesley Turner  | Edda Buding Robert Howe       | 11:9, 6:2      |
| 2. | 5. Januar 1962    | Australian Championships (1)    | Rasen      | Lesley Turner  | Darlene Hard Roger Taylor     | 6:3, 9:7       |
| 3. | 29. August 1962   | U.S. National Championships (1) | Rasen      | Margaret Court | Lesley Turner Frank Froehling | 7:5, 6:2       |
| 4. | 22. Juni 1964     | Wimbledon (2)                   | Rasen      | Lesley Turner  | Margaret Smith Ken Fletcher   | 6:4, 6:4       |
| 5. | 1. September 1965 | U.S. National Championships (2) | Rasen      | Margaret Court | Judy Tegart Frank Froehling   | 6:2, 6:2       |
| 6. | 20. Januar 1969   | Australian Open (2)             | Rasen      | Ann Jones      | Margaret Court Marty Riessen  | geteilter Sieg |
| 7. | 23. Juni 1969     | Wimbledon (3)                   | Rasen      | Ann Jones      | Judy Tegart Tony Roche        | 6:2, 6:3       |

#### Finalteilnahmen
| Nr | Datum           | Turnier                                               | Platzbelag | Partnerin        | Finalgegner                       | Ergebnis      |
| -- | --------------- | ----------------------------------------------------- | ---------- | ---------------- | --------------------------------- | ------------- |
| 1. | 1962            | Internationale französische Tennismeisterschaften (1) | Sand       | Lesley Turner    | Renée Schuurman Robert Howe       | 6:3, 4:6, 4:6 |
| 2. | 10. Januar 1963 | Australian Championships                              | Sand       | Lesley Turner    | Margaret Smith Court Ken Fletcher | 5:7, 7:5, 4:6 |
| 3. | 1963            | Internationale französische Tennismeisterschaften (2) | Sand       | Lesley Turner    | Margaret Smith Court Ken Fletcher | 1:6, 2:6      |
| 4. | 1964            | Internationale französische Tennismeisterschaften (3) | Sand       | Lesley Turner    | Margaret Smith Court Ken Fletcher | 3:6, 6:4, 6:8 |
| 5. | 27. August 1975 | US Open                                               | Sand       | Billie Jean King | Rosie Casals Dick Stockton        | 3:6, 6:7      |